# Marijeta Željković
Marijeta Željković es una deportista croata que compitió en taekwondo. Ganó dos medallas en el Campeonato Europeo de Taekwondo en los años 1994 y 1996.

## Palmarés internacional
| Campeonato Europeo | Campeonato Europeo   | Campeonato Europeo | Campeonato Europeo |
| Año                | Lugar                | Medalla            | Categoría          |
| ------------------ | -------------------- | ------------------ | ------------------ |
| 1994               | Zagreb (Croacia)     | Medalla de plata   | –51 kg             |
| 1996               | Helsinki (Finlandia) | Medalla de bronce  | –51 kg             |